# Girlfriend, Girlfriend
Girlfriend, Girlfriend (jap. カノジョも彼女 Kanojo mo kanojo; dosł. „Ona również jest moją dziewczyną”) – manga autorstwa Hiroyukiego, publikowana na łamach magazynu „Shūkan Shōnen Magazine” wydawnictwa Kōdansha od marca 2020 do maja 2023.
Na podstawie mangi studio Tezuka Productions wyprodukowało serial anime, który emitowany był od lipca do września 2021. Emisja drugiego sezonu, za produkcję którego odpowiadało studio SynergySP, rozpoczęła się w październiku i zakończyła w grudniu 2023.

## Fabuła
Naoya Mukai jest licealistą, który niedawno rozpoczął związek ze swoją przyjaciółką z dzieciństwa Saki Saki. Jednakże wkrótce po tym Nagisa Minase, jego koleżanka z klasy, postanawia wyznać mu swoje uczucia, a Naoya po początkowym wahaniu, akceptuje jej wyznanie i zgadza zostać się jej chłopakiem. Naoya postanawia, że będzie chodzić w tym samym czasie z obiema dziewczynami, a jako że żyje obecnie sam, gdyż jego rodzice mieszkają gdzie indziej z powodu pracy, Saki i Nagisa decydują się z nim zamieszkać. Seria opowiada o ich codziennym życiu szkolnym oraz trudnościach i wyzwaniach, których doświadczają w związku z utrzymaniem ich trójkąta miłosnego.

## Bohaterowie
- Naoya Mukai (jap. 向井 直也 Mukai Naoya)

Seiyū: Junya Enoki 
Przyjaciel z dzieciństwa Saki. Wyznawał jej uczucia co miesiąc, dopóki się nie zgodziła. Zdecydował przyjąć wyznanie Nagisy, ponieważ uznał ją za uroczą. Jest jedynakiem; w związku z tym ma nadzieję, że będzie miał dziewczynę, która ma rodzeństwo.
- Saki Saki (jap. 佐木 咲)

Seiyū: Ayane Sakura 
Przyjaciółka z dzieciństwa Naoyi i jego pierwsza dziewczyna. Ma takie samo imię i nazwisko, ponieważ jej rodzice uznali je za urocze. Ma kompleks na punkcie swojego małego biustu, zwłaszcza w porównaniu z Nagisą. Jest członkinią szkolnego klubu koszykarskiego.
- Nagisa Minase (jap. 水瀬 渚 Minase Nagisa)

Seiyū: Azumi Waki 
Koleżanka z klasy Naoyi, która staje się jego drugą dziewczyną po tym jak wyznaje mu miłość. Wcześniej była osobą nieśmiałą, która czuła, że nie jest w niczym dobra, lecz potem zakochała się w Naoyi, gdyż ten zainspirował ją do rozwijania umiejętności, w których była dobra.
- Rika Hoshizaki (jap. 星崎 理香 Hoshizaki Rika)

Seiyū: Ayana Taketatsu 
Koleżanka ze szkoły Naoyi. W tajemnicy jest popularną wideo blogerką, która posługuje się internetowym pseudonimem Milika (jap. ミリカ Mirika). Zamierza zostać trzecią dziewczyną Naoyi, posuwając się do prześladowania go i jego dziewczyn, a także koczując pod jego domem, by zwrócić na siebie uwagę. Często używa swoich dużych piersi, aby przyciągnąć uwagę w sieci.
- Shino Kiryū (jap. 桐生 紫乃 Kiryū Shino)

Seiyū: Rie Takahashi 
Koleżanka z klasy i najlepsza przyjaciółka Saki, należąca do tego samego klubu. Jest osobą poważną, która wyróżnia się w środowisku akademickim, a także ma doskonałe oceny. Odkrywa romantyczny związek Naoyi z Saki i Nagisą i nie zgadza się z nim. Później okazuje się, że ona również czuje coś do niego czuje.
- Pan Hoshizaki (jap. ミリカ父 Mirika Chichi)

Seiyū: Tomokazu Seki 
Ojciec Riki i Risy.
- Risa Hoshizaki (jap. 星崎 理沙 Hoshizaki Risa)

Seiyū: Aoi Koga 
Młodsza siostra Riki.

## Produkcja
Manga oparta jest na innej pracy Hiroyukiego, Seiseidōdō, futamata-suru hanashi (jap. 正々堂々、二股する話), którą opublikował na Twitterze, a później wydał na 86. Comikecie w sierpniu 2019.

## Manga
Manga ukazywała się w magazynie „Shūkan Shōnen Magazine” od 4 marca 2020 do 24 maja 2023. Wydawnictwo Kōdansha zebrało jej rozdziały w 16 tankōbonach, wydawanych między 17 czerwca 2020 a 14 lipca 2023. Reklama promująca serię, w której wystąpiły Ayana Taketatsu i Ayane Sakura, została wydana 23 października 2020.
| Nr | Data wydania (język japoński) | ISBN (język japoński)  |
| -- | ----------------------------- | ---------------------- |
| 1  | 17 czerwca 2020               | ISBN 978-4-0651-9743-1 |
| 2  | 17 września 2020              | ISBN 978-4-0652-0747-5 |
| 3  | 17 listopada 2020             | ISBN 978-4-0652-1409-1 |
| 4  | 15 stycznia 2021              | ISBN 978-4-06-521960-7 |
| 5  | 16 kwietnia 2021              | ISBN 978-4-06-522885-2 |
| 6  | 17 czerwca 2021               | ISBN 978-4-06-523588-1 |
| 7  | 17 sierpnia 2021              | ISBN 978-4-06-524478-4 |
| 8  | 15 października 2021          | ISBN 978-4-06-525143-0 |
| 9  | 17 stycznia 2022              | ISBN 978-4-06-526606-9 |
| 10 | 15 kwietnia 2022              | ISBN 978-4-06-527541-2 |
| 11 | 17 czerwca 2022               | ISBN 978-4-06-528183-3 |
| 12 | 16 września 2022              | ISBN 978-4-06-529133-7 |
| 13 | 17 listopada 2022             | ISBN 978-4-06-529710-0 |
| 14 | 17 lutego 2023                | ISBN 978-4-06-530629-1 |
| 15 | 17 kwietnia 2023              | ISBN 978-4-06-531265-0 |
| 16 | 14 lipca 2023                 | ISBN 978-4-06-532187-4 |

## Anime
W listopadzie 2020 redakcja magazynu „Shūkan Shōnen Magazine” podała do wiadomości, że seria otrzyma adaptację w formie telewizyjnego serialu anime. Seria została zanimowana przez studio Tezuka Productions i wyreżyserowana przez Satoshiego Kuwabarę. Scenariusz napisał Keiichirō Ōchi, postacie zaprojektował Akiko Toyoda, a muzykę skomponowali Miki Sakurai i Tatsuhiko Saiki. Była emitowana od 3 lipca do 18 września 2021 w bloku programowym Animeism na antenach MBS, TBS, BS-TBS oraz AT-X. Licencję na dystrybucję serii poza Azją nabył Crunchyroll. Muse Communication nabyło prawa do emisji serialu w Azji Południowej oraz Południowo-Wschodniej i transmitowało ją na swoim kanale YouTube, iQIYI, oraz Bilibili. 9 sierpnia 2022 Crunchyroll ogłosił, że anime otrzyma angielski dubbing, którego premiera odbyła się tego samego dnia.
15 września 2022 ogłoszono, że anime otrzyma drugi sezon. Został wyprodukowany przez studio SynergySP i wyreżyserowany przez Takatoshiego Suzukiego. Scenariusz napisali Ōchi i Kazuhiko Inukai, postacie zaprojektowała Shōko Hagiwara, a muzykę skomponowali Kanade Sakuma i Junko Nakajima wraz Sakurai i Saikim. Anime było emitowane od 7 października do 23 grudnia 2023.

### Ścieżka dźwiękowa
| Sezon          | Tytuł                                                  | Wykonawcy     | Źródło   |
| Czołówka       | Czołówka                                               | Czołówka      | Czołówka |
| -------------- | ------------------------------------------------------ | ------------- | -------- |
| 1              | „Fuzaketenai ze” (jap. ふざけてないぜ)                 | Necry Talkie  | [ 36 ]   |
| 2              | „Dramatic ni koi shitai” (jap. ドラマチックに恋したい) | Hikari Kodama | [ 35 ]   |
| Napisy końcowe |                                                        |               |          |
| 1              | „Pinky Hook” (jap. ピンキーフック Pinkī fukku)         | Momo Asakura  | [ 36 ]   |
| 2              | „Forira” (jap. ふぉりら)                               | ClariS        | [ 35 ]   |

### Lista odcinków

#### Sezon 1 (2021)
| №  | #  | Tytuł                                                                                            | Reżyseria        | Scenariusz      | Premiera         |
| -- | -- | ------------------------------------------------------------------------------------------------ | ---------------- | --------------- | ---------------- |
| 1  | 1  | Even If That Isn’t the Right Way Sore ga tadashii michi ja makutemo (それが正しい道じゃなくても) | Masami Hata      | Keiichirō Ōchi  | 3 lipca 2021     |
| 2  | 2  | How Nagisa Feels Nagisa no kimochi (渚の気持ち)                                                  | Atsuji Kaneko    | Keiichirō Ōchi  | 10 lipca 2021    |
| 3  | 3  | A Place for Three Sannin no basho (三人の場所)                                                   | Masaharu Tomoda  | Mayumi Morita   | 17 lipca 2021    |
| 4  | 4  | Girlfriend and Girlfriend Kanojo to kanojo (彼女と彼女)                                          | Kazuya Fujishiro | Kazuhiko Inukai | 24 lipca 2021    |
| 5  | 5  | A Third One!? Sanninme!? (三人目！？)                                                            | Fumio Maezono    | Keiichirō Ōchi  | 31 lipca 2021    |
| 6  | 6  | Tsun Is Dere Tsun ga dere (ツンがデレ)                                                           | Masami Hata      | Keiichirō Ōchi  | 7 sierpnia 2021  |
| 7  | 7  | The Girlfriends’ Challenge Kanojo-tachi no charenji (彼女たちのチャレンジ)                       | Atsuji Kaneko    | Kazuhiko Inukai | 14 sierpnia 2021 |
| 8  | 8  | Obviously in Love Dō mite mo suki (どう見ても好き)                                               | Kōki Onoue       | Mayumi Morita   | 21 sierpnia 2021 |
| 9  | 9  | The Tsun’s Dere Gets Outed Tsun no dere ga bare (ツンのデレがバレ)                               | Shigeru Fukase   | Kazuhiko Inukai | 28 sierpnia 2021 |
| 10 | 10 | Can’t Wait for the Hot Springs Onsen tanoshimi (温泉楽しみ)                                      | Fumio Maezono    | Mayumi Morita   | 4 września 2021  |
| 11 | 11 | Hot Spring Tropes Onsen de arigachi na koto (温泉でありがちなこと)                               | Yuri Uema        | Keiichirō Ōchi  | 11 września 2021 |
| 12 | 12 | Girlfriend, Girlfriend Kanojo mo kanojo (カノジョも彼女)                                         | Kimiharu Mutō    | Keiichirō Ōchi  | 18 września 2021 |

#### Sezon 2 (2023)
| №  | #  | Tytuł                                                                           | Reżyseria        | Scenariusz      | Premiera             |
| -- | -- | ------------------------------------------------------------------------------- | ---------------- | --------------- | -------------------- |
| 13 | 1  | Get ’Em Go Go Summer Break!! Ike ike gō gō natsuyasumi (いけいけゴーゴー夏休み) | Takatoshi Suzuki | Keiichirō Ōchi  | 7 października 2023  |
| 14 | 2  | Welcome, Shino-san Irasshai Shino-san (いらっしゃい紫乃さん)                    | Akira Mano       | Keiichirō Ōchi  | 14 października 2023 |
| 15 | 3  | Get Yourself Together Shikkari shite (しっかりして)                             | Haruka Watanabe  | Keiichirō Ōchi  | 21 października 2023 |
| 16 | 4  | Fireworks with the Girlfriends Kanojo to hanabi (カノジョと花火)                | Shūji Saitō      | Kazuhiko Inukai | 28 października 2023 |
| 17 | 5  | Getting Ready with the Girlfriends Kanojo to kakugo (カノジョと覚悟)            | Hitoyuki Matsui  | Keiichirō Ōchi  | 4 listopada 2023     |
| 18 | 6  | The Girlfriends’ Resignations Kanojo no kakugo (カノジョの覚悟)                 | Yoshito Hata     | Kazuhiko Inukai | 11 listopada 2023    |
| 19 | 7  | Nights with the Girlfriends Kanojo-tachi to no yoru (カノジョたちとの夜)        | Yoshiaki Okumura | Keiichirō Ōchi  | 18 listopada 2023    |
| 20 | 8  | Unyielding Feelings Yuzurenai omoi (ゆずれない想い)                             | Haruka Watanabe  | Kazuhiko Inukai | 25 listopada 2023    |
| 21 | 9  | Vacay with the Girlfriends Kanojo to bakansu (カノジョとバカンス)               | –                | –               | 2 grudnia 2023       |
| 22 | 10 | Her Resolve Kanojo no ketsui (カノジョの決意)                                   | –                | –               | 9 grudnia 2023       |
| 23 | 11 | Her Resolve, and Then Kanojo no ketsui, sorekara (カノジョの決意 それから。)    | –                | –               | 16 grudnia 2023      |
| 24 | 12 | Her Resolve, and… Kanojo no ketsui, soshite (カノジョの決意 そして。)           | –                | –               | 23 grudnia 2023      |